# Copihue de Oro
El Copihue de Oro es un premio creado por el periódico chileno La Cuarta para reconocer a las figuras del mundo del entretenimiento y del espectáculo de dicho país. Su símbolo es la flor de la especie Lapageria rosea, la «flor nacional de Chile».
Se ha otorgado por votación popular desde 2005. Su ceremonia de entrega, normalmente realizada en diciembre de cada año, es uno de los eventos anuales de premios musicales y televisivos que se celebran en Chile —los otros son los Premios Pulsar y los Premios Apes—.
El Copihue de Oro de 2011 estuvo conformado por 23 categorías, distribuidas entre la música popular, el modelaje, la radio y la televisión de Chile. Con el tiempo, ha ido variando la cantidad de categorías, alcanzado el récord de 24 categorías en 2013 y disminuido a 18 en 2015.

## Categorías
Actualmente, se entregan diecisiete premios:
| Televisión - Mejor Matinal - Mejor Conductor - Mejor Conductora - Mejor Ficción - Mejor Programa Cultura Urbana - Mejor Artista Revelación - Mejor Urbano del Año - Mejor Comediante | Plataformas Digitales - Mejor Podcast - Mejor Instagramer - Mejor Tiktoker - Mejor Youtuber - Mejor Streamer Rey y Reina - Rey Pop - Reina Pop | Conversaciones - Mejor Programa Deportivo - Mejor Programa Radial |

## Categorías Anteriores

#### Televisión
- Programa de concursos o entrevistas (2013)
- Programa de cultura y/o viajes (2014)
- Programa de farándula (2007-2014)
- Programa estelar (2005-2011)
- Programa infantil o juvenil (2005-2006, 2008-2012)
- Programa nocturno (estelar o late) (2014-2015)
- Programa de talentos (2012-2013)
- Humorista o programa de humor (2014-2018)
- Opinólogo/a (2008-2015)
- Reality o docurreality (2009-2012)

Música
- Cantante (2008-2009)
- Cantante consagrado (2005-2006)
- Cantante consagrada (2005-2006)
- Cantante masculino (2007)
- Cantante femenino (2007)
- Cantante juvenil (2005-2006)
- Grupo musical (2005-2008)
- Grupo o cantante folclórico (2005-2013)
- Grupo o cantante pop-rock (2009-2013)
- Grupo o cantante popular (2016)
- Grupo o cantante popular o tropical (2017-2018)
- Grupo o cantante ranchero (2005-2013)
- Grupo o cantante rock (2014-2015)
- Grupo o cantante romántico (2010-2015)
- Grupo o cantante tropical (2005-2016)

Variedades
- Comediante o humorista (2005-2013)
- Modelo de TV (2005-2012, 2014-2015)
- Personaje revelación (2017)
- Vedette (2005-2006)
- Youtuber (2018)

Cine
- Actor (2005-2010)
- Actriz (2005-2010)
- Película (2005-2013)

#### Radio
- Locutor o locutora (2005-2017)

## Premio a la trayectoria
- 2005 - Palmenia Pizarro
- 2006 - Lucho Gatica (1928-2018)
- 2007 - Coco Legrand
- 2008 - Antonio Vodanovic
- 2009 - Mario Kreutzberger
- 2010 - Patricio Zúñiga
- 2011 - Jorge Pedreros (1942-2013)
- 2012 - Leo Caprile
- 2013 - Zalo Reyes (1952-2022)
- 2014 - Peter Rock (1945-2016)
- 2015 - "Tachuela Chico"
- 2016 - Cecilia (1943-2023)
- 2017 - Jorge González
- 2018 - Valentín Trujillo
- 2019 - Pedro Carcuro
- 2021 - Iván Arenas
- 2022 - Fernando Farías
- 2023 - Gloria Benavides
- 2024 - Carlos Caszely

## Animadores
| Edición | Año  | Animadores | Canal de TV  |
| ------- | ---- | --- | ------------ |
| I       | 2005 | Leo Caprile y Marlen Olivarí                                                                                      |              |
| II      | 2006 | Leo Caprile y Marlen Olivarí                                                                                      |              |
| III     | 2007 | Leo Caprile y María Eugenia Larraín                                                                               |              |
| IV      | 2008 | Leo Caprile y María Eugenia Larraín                                                                               |              |
| V       | 2009 | Leo Caprile y María Eugenia Larraín                                                                               |              |
| VI      | 2010 | Leo Caprile y Soledad Onetto                                                                                      |              |
| VII     | 2011 | Leo Caprile y Angélica Castro                                                                                     |              |
| VIII    | 2012 | Leo Caprile y Marion Cabrera                                                                                      |              |
| IX      | 2013 | Leo Caprile, Rafael Araneda, Claudia Conserva y Pamela Díaz                                                       | Chilevisión  |
| X       | 2014 | Martín Cárcamo, Carolina de Moras, Karen Doggenweiler y Luis Jara                                                 | Chilevisión  |
| XI      | 2015 | Diana Bolocco, Ignacio Gutiérrez, Gonzalo Ramírez y Katherine Salosny                                             | Chilevisión  |
| XII     | 2016 | Javiera Contador, Julio César Rodríguez, Ivette Vergara y Francisco Saavedra                                      | Chilevisión  |
| XIII    | 2017 | Carolina Arregui, Karol Lucero, Tonka Tomicic y Felipe Vidal                                                      | Chilevisión  |
| XlV     | 2018 | Monserrat Álvarez, Julián Elfenbein, Alejandra Valle, Daniel Fuenzalida, María Luisa Godoy y José Miguel Viñuela  | Canal 13     |
| XV      | 2019 | Carolina Gutiérrez, Juan Pablo Queraltó, María Jesús Muñoz, Michael Roldán, Cecilia Gutiérrez y Rodrigo Sepúlveda | TV+          |
|         | 2020 | No realizada | No realizada |
| XVII    | 2021 | Fabrizio Copano                                                                                                   | Vía Internet |
| XVIII   | 2022 | Fabrizio Copano                                                                                                   | Vía Internet |
|         | 2023 | Luis Slimming | Vía Internet |
|         | 2024 | Cristián Riquelme, Tita Ureta, Carmen Gloria Arroyo y Pancho Saavedra                                             | Vía Internet |

## Récords del Copihue de Oro
Más premios ganados
- (9) Luis Jara: Cantante consagrado (2005, 2006), Mejor cantante masculino (2007), Mejor cantante romántico (2010, 2012, 2013) y Mejor animador (2013, 2014, 2015)
- (8) Tonka Tomicic: Mejor animadora (2006, 2007, 2008, 2009, 2013, 2016, 2017, 2018)
- (7) Buenos días a todos: Mejor programa matinal (2005, 2006, 2007, 2008, 2009, 2010, 2011) y En su propia trampa: Mejor programa de investigación (2011, 2012, 2014, 2015, 2016, 2017) y Mejor Reality o Docureality (2013)

Más premios ganados en diferentes categorías
- Luis Jara: Cantante consagrado (2005, 2006), Mejor cantante masculino (2007), Mejor cantante romántico (2010, 2012, 2013) y Mejor animador (2013, 2014 y 2015)

Personas más jóvenes en ganar un premios
- Belén Soto: Mejor actriz (2007), a los 10 años.
- Tomiii 11: Mejor youtuber o influencer (2021), a los 11 años.

Más premios ganados por un artista masculino
- (9) Luis Jara: Cantante consagrado (2005, 2006), Mejor cantante masculino (2007), Mejor cantante romántico (2010, 2012, 2013) y Mejor animador (2013, 2014, 2015)
- (7) Felipe Camiroaga: Mejor animador (2006, 2007, 2008, 2009, 2010 y 2011 —póstumamente—), Mejor animador de la década (2021)
- (6) Willy Sabor: Mejor locutor radial (2005, 2006, 2007, 2009, 2010, 2011)

Más premios ganados por una artista femenina
- (8) Tonka Tomicic: Mejor animadora (2006, 2007, 2008, 2009, 2013, 2016, 2017, 2018)

Más premios ganados por un grupo
- (6) Los Jaivas: Mejor grupo folclórico (2008, 2009, 2010, 2011, 2012, 2013)

## Polémicas
- En diciembre de 2008, Rafael Araneda se vio involucrado en un confuso incidente al descubrirse que uno de sus empleados, Rogelio Rojas, había comprado una importante cantidad de votos en la elección del mejor animador del año. Al hacerse público el caso, Rafael Araneda pidió disculpas públicas y devolvió el premio.[5]
- En ocasiones, algunos premiados han sido abucheados durante la entrega del Copihue de Oro. Fue el caso de Felipe Camiroaga, premiado como «Mejor Animador» en diciembre de 2010, a quien el público culpaba por la desvinculación de Katherine Salosny de Buenos días a todos.[6] Similar situación ocurrió con el «Mejor Animador» de 2016, Luis Jara, quien fue abucheado tras la salida del periodista Álvaro Sanhueza del matinal Mucho gusto.[7]

## Por años
| Años |
| 2005 · 2006 · 2007 · 2008 · 2009 · 2010 · 2011 · 2012 · 2013 · 2014 · 2015 · 2016 · 2017 · 2018 · 2019 · 2021 |